# Межа (приток Западной Двины)
Межа́ (тж. Мёжа) — река на северо-западе европейской части России, в Тверской и Смоленской областях. Левый приток Западной Двины. В нижнем течении река судоходна. 

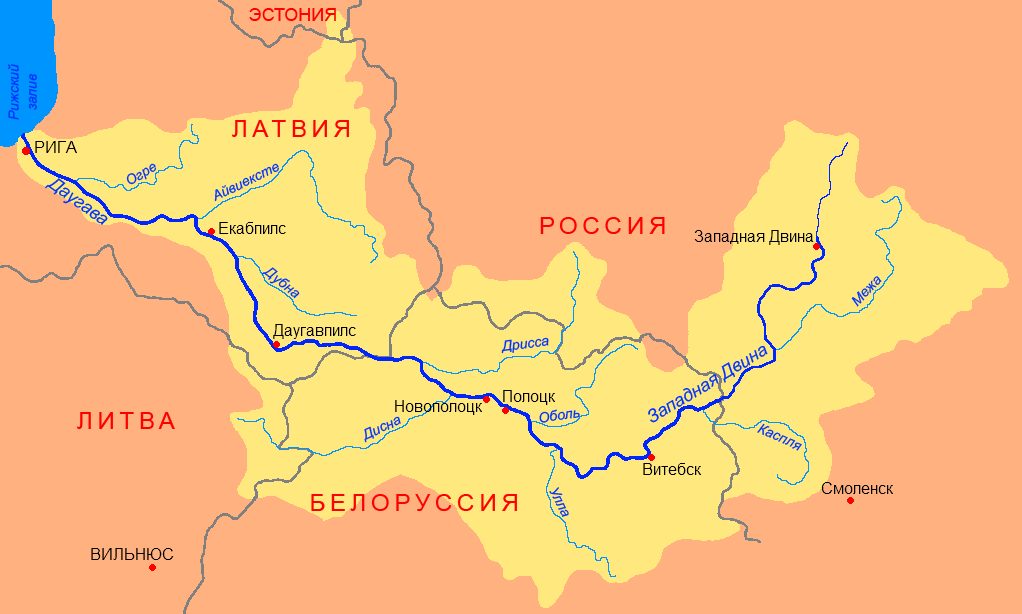
Бассейн Западной Двины

Длина Межи — 259 км, площадь бассейна — 9080 км², средний расход воды в устье — 61 м³/с. Межа является самым длинным и наиболее полноводным притоком Западной Двины. Однако по площади бассейна она уступает реке Айвиексте.
Межа берёт начало на Валдайской возвышенности, возле села Федоровское Нелидовского района. В верховьях река протекает по территории Центрально-Лесного заповедника, русло реки узкое и извилистое, около Нелидово расширяется до 30 метров. В черте города на реке — плотина.
Ниже города и вплоть до устья реки по ней проводится лесосплав, что приводит к сильному засорению русла топляком. Берега заболоченные. Около устья Берёзы и Лучесы течение замедляется из-за плотины у деревни Копейки.
За плотиной течение ускоряется вплоть до устья крупнейшего притока, Обши, за которым река расширяется до 40—55 метров. В низовьях Межа судоходна, но судоходство затруднено из-за большого количества топляка.
На реке расположен город Нелидово, центр Нелидовского района Тверской области и посёлок Жарковский, центр Жарковского района Тверской области.
Крупнейшие притоки — Берёза, Лучеса, Обша, Ельша — левые; Дремовля, Тросна, Белейка — правые. Самый большой приток — Обша.
Другие притоки — Кремянка, Семиковка, Паникля, Чернушка, Мглая, Ярославка, Дедня, Межица, Чичатка, Шесница и Воня. Большая часть притоков левые, так как справа от Межи течёт Западная Двина.